# إيفرت دي روش
إيفرت دي روش (بالإنجليزية: Everett De Roche)‏ هو كاتب سيناريو أمريكي وأسترالي، ولد في 12 يوليو 1946 في مقاطعة بينوبسكوت في الولايات المتحدة، وتوفي في 2 أبريل 2014 في ملبورن في أستراليا.

## وصلات خارجية
- إيفرت دي روش على موقع IMDb (الإنجليزية)
- إيفرت دي روش على موقع ألو سيني (الفرنسية)
- إيفرت دي روش على موقع أول موفي (الإنجليزية)
- إيفرت دي روش على موقع قاعدة بيانات الأفلام السويدية (السويدية)
- إيفرت دي روش على موقع قاعدة بيانات الأفلام السويدية (السويدية)
- إيفرت دي روش على موقع قاعدة بيانات الفيلم (الإنجليزية)
- إيفرت دي روش على موقع كينوبويسك (الروسية)